# Chlorotettix inscriptus
Chlorotettix inscriptus är en insektsart som beskrevs av Delong 1945. Chlorotettix inscriptus ingår i släktet Chlorotettix och familjen dvärgstritar. Inga underarter finns listade i Catalogue of Life.